# Абхазо-адизькі мови

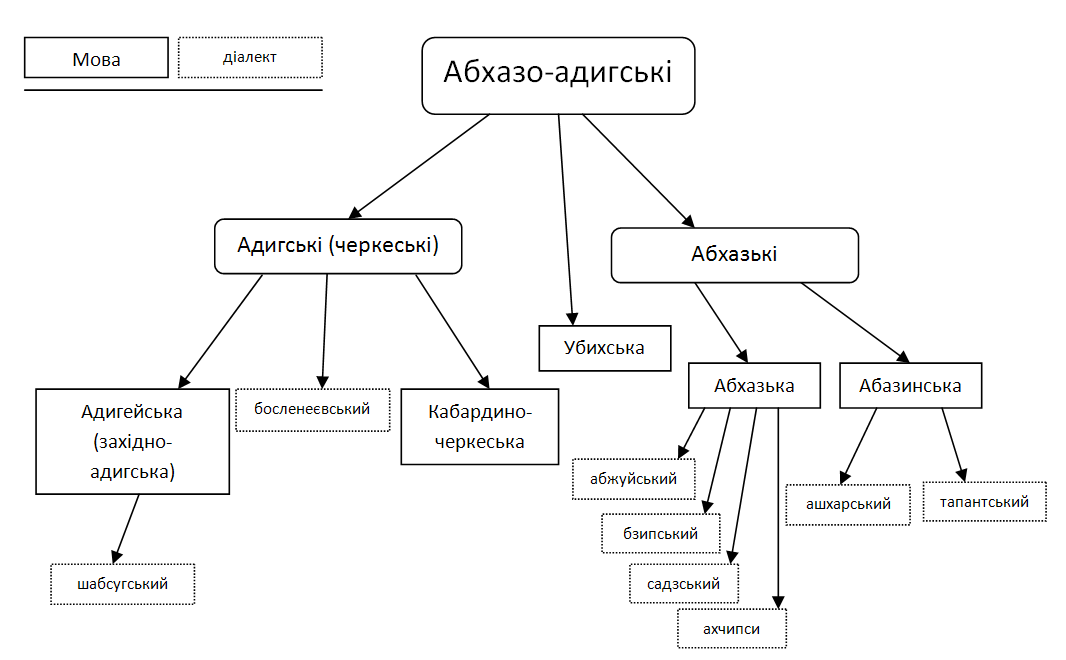
Схема походження абхазо-адизьких мов та діалектів

Абха́зо-ади́зькі мо́ви північнозахіднокавказькі мови) — одна із родин кавказьких мов. Включає адизьку і абхазьку гілки та убиську мову. Остання генетично ближча до першої гілки, зазнала значного впливу другої, і в цілому займає проміжне положення між обома.
Абхазо-адизькі мови інакше називаються північнозахіднокавказькими по місцю свого первинного й основного розповсюдження — Північнозахідному Кавказу.
Поширені в Росії (на Північному Кавказі), в Абхазії (північно-західна Грузія) і серед близькосхідної діаспори (переважно в Туреччині, Сирії, Йорданії). Загальне число тих, що говорять на абхазо-адизьких мовах — ~ 1,1 млн чол., зокрема в Росії — 764 660 чол. (перепис 2002 року).

## Зовнішня спорідненість

Етно-лінгвістичні групи кавказького регіону

Найпопулярніша і доказова точка зору про спорідненість абхазо-адизьких мов з нахсько-дагестанськими, з якими вони спільно утворюють північнокавказьку сім'ю. Згідно з альтернативним поглядом, спорідненість з нахсько-дагестанськими мовами є набутою внаслідок тісного сусідства й обмежується в основному лексикою, тоді як на рівні морфології й фонетики є істотні розбіжності.
Є також спроби зближувати абхазо-адизькі мови з давно вимерлою хаттською мовою північно-східної Анатолії (III—II тис. до н. е.) — малоуспішні, проте, через незначну кількість матеріалів останньої.

## Писемність
До початку XIX століття жодна з абхазо-адизьких мов не мала писемності. Після захоплення Російською Імперією робляться численні, але досить розрізнені спроби розробити і застосувати писемність для окремих абхазо-адизьких мов на основі кирилиці і арабської в'язі. Після встановлення радянської влади для адизьких мов централізовано вводяться абетки на арабській основі. У 1923 кабардинська, а в 1926—1927 рр. — абхазька, адигейська і абазинська переводяться на латинку, що була у вжитку до 1936—1938 рр. Після цього абхазький алфавіт був переведений на грузинську основу (до 1954 року), а інші три — на кирилицю, яка існує й понині.

## Фольклор
За відсутності писемності в абхазо-адизьких мовах існував багатий усний фольклор, який займав важливе місце в житті цих народів. У кожному з них існували різні типи професійних співаків і виконавців народної творчості, митців. Наприклад, у адигів таких людей називали джегуако [Архівовано 1 грудня 2008 у Wayback Machine.] (джэгуакІуэ). Серед інших жанрів народного фольклору центральне місце займав епос Нартів, який характерний також і для інших народів Північного Кавказу.
Наприклад, ось уривок з тексту, присвяченого одному з Нартів, — Сосруко.
Сосрукъуэ ди къан,
Сосрукъуэ ди нэху,
ЯмыІуэху дышъафэ,
Афэр зи гьанэ куэщІ,
Дыгъэр зи пыІэ шыгу…
Переклад:
Сосруко наш улюбленець
Сосруко наше світло.
Чий щит златоцвітний
Чий одяг — кольчуга
Над чиєю головою сонце.

## Історія досліджень
Дослідження абхазо-адизьких мов починається з першої половини XIX ст. (Л. Ю. Люльє, І.Грацилевський, Шора Ногмов, пізніше Л. Г. Лопатинський, Казі Атажукін); значний вклад у вивчення абхазо-адизьких мов внесли М. С. Трубецькой, Д. А. Ашхамаф, Н. Ф. Яковлєв, Г. В. Рогава, К. В. Ломтатідзе, З. І. Керашева та ін.